# Christina Thiele
Christina Marie Thiele (* 1975 in Linz) ist eine österreichische Chemikerin und Hochschullehrerin.

## Werdegang
Thiele studierte von 1993 bis 1998 Chemie an der Universität Dortmund und promovierte dort im Jahr 2002. Im Anschluss arbeitete sie zunächst unter der Leitung von Stefan Berger an der Universität Leipzig (2002–05) und bei Michael Reggelin an der TU Darmstadt (2005–11). Sie wurde 2008 in das Emmy Noether Programm aufgenommen. Im Jahr 2010 habilitierte sie sich in Darmstadt und erhielt die venia legendi für Organische Chemie. 2010 wurde ihr der Heinz-Maier-Leibnitz-Preis und der ERC starting grand zugesprochen. Seit April 2011 ist Thiele Professorin für Organische Strukturanalytik an der TU Darmstadt. Für ihre wissenschaftlichen Beiträge in der Organischen Chemie wurde sie 2018 mit dem Thieme Chemistry Journal Award ausgezeichnet. Seit März 2021 ist sie Vizepräsidentin des Deutschen Hochschulverbandes. 

## Schriften (Auswahl)
- Hydrostannierung funktionalisierter Alkine mit gemischten Zinnhalogenidhydriden, Klärung von Struktur und Mechanismus mittels NMR-Spektroskopie, Dortmund, Univ., Diss., 2002.
- Residuale dipolare Kopplungen (RDCs) als neuartige NMR-Parameter in der Strukturaufklärung organischer Verbindungen. Untersuchungen zur Struktur und Dynamik organischer und biologisch aktiver Verbindungen und katalytisch aktiver Spezies, Darmstadt, Techn. Univ., Habil.-Schr., 2010.